# Spaelotis contorta
Spaelotis contorta är en fjärilsart som beskrevs av Hans Rebel och Hans Zerny 1932. Spaelotis contorta ingår i släktet Spaelotis och familjen nattflyn. Inga underarter finns listade i Catalogue of Life.